# Snellenopsis mimetica
Snellenopsis mimetica là một loài bướm đêm thuộc phân họ Arctiinae, họ Erebidae.